# Gabriel Suazo
Gabriel Suazo (Santiago, 1997. augusztus 9. –) chilei válogatott labdarúgó, a francia Toulouse hátvédje.

## Pályafutása

### Klubcsapatokban
Suazo a chilei Santiago városában született. Az ifjúsági pályafutását a helyi Colo-Colo akadémiájánál kezdte.
2015-ben mutatkozott be a Colo-Colo felnőtt keretében. 2023. január 16-án 3½ éves szerződést kötött a francia első osztályban szereplő Toulouse együttesével. Először a 2023. január 29-ei, Strasbourg ellen 2–1-re megnyert mérkőzés 90+7. percében, Farès Chaïbi cseréjeként lépett pályára.

### A válogatottban
Suazo az U20-as és az U23-as korosztályú válogatottakban is képviselte Chilét.
2017-ben debütált a felnőtt válogatottban. Először a 2017. június 3-ai, Burkina Faso ellen 3–0-ra megnyert mérkőzés 61. percében, Jean Beausejourt váltva lépett pályára.

## Statisztikák
2023. február 8. szerint
| Klub     | Szezon   | Osztály  | Bajnokság | Bajnokság | Kupa  | Kupa | Nemzetközi | Nemzetközi | Összesen | Összesen |
| Klub     | Szezon   | Osztály  | Meccs     | Gól       | Meccs | Gól  | Meccs      | Gól        | Meccs    | Gól      |
| -------- | -------- | -------- | --------- | --------- | ----- | ---- | ---------- | ---------- | -------- | -------- |
| Toulouse | 2022–23  | Ligue 1  | 3         | 0         | 1     | 0    | —          | —          | 4        | 0        |
| Összesen | Összesen | Összesen | 3         | 0         | 1     | 0    | 0          | 0          | 4        | 0        |

### A válogatottban
| Válogatott | Év       | Pályára lépés | Gól |
| ---------- | -------- | ------------- | --- |
| Chile      | 2017     | 1             | 0   |
| Chile      | 2021     | 4             | 0   |
| Chile      | 2022     | 8             | 0   |
| Összesen   | Összesen | 13            | 0   |